# Saturn Award für den besten TV-Hauptdarsteller
Folgende Darsteller haben den Saturn Award für den besten TV-Hauptdarsteller gewonnen:
| Jahr |                | Preisträger                | Film oder Serie                         | Weitere Nominierungen |
| ---- | -------------- | -------------------------- | --------------------------------------- | --- |
| 1997 |                | Kyle Chandler              | Allein gegen die Zukunft                | Avery Brooks für Star Trek: Deep Space Nine Eric Close für Dark Skies – Tödliche Bedrohung David Duchovny für Akte X – Die unheimlichen Fälle des FBI Lance Henriksen für Millennium – Fürchte deinen Nächsten wie Dich selbst Paul McGann für Doctor Who – Der Film    |
| 1998 |                | Steven Weber               | The Shining                             | Richard Dean Anderson für Stargate – Kommando SG-1 Nicholas Brendon für Buffy – Im Bann der Dämonen John Corbett für The Visitor David Duchovny für Akte X – Die unheimlichen Fälle des FBI Michael T. Weiss für Pretender                                              |
| 1999 |                | Richard Dean Anderson      | Stargate – Kommando SG-1                | Nicholas Brendon für Buffy – Im Bann der Dämonen Bruce Boxleitner für Babylon 5 David Duchovny für Akte X – Die unheimlichen Fälle des FBI Lance Henriksen für Millennium – Fürchte deinen Nächsten wie Dich selbst Jonathan LaPaglia für Seven Days – Das Tor zur Zeit |
| 2000 |                | David Boreanaz             | Angel – Jäger der Finsternis            | Richard Dean Anderson für Stargate – Kommando SG-1 Jason Behr für Roswell Ben Browder für Farscape Eric Close für Future Man Patrick Stewart für A Christmas Carol – Die Nacht vor Weihnachten                                                                          |
| 2001 |                | Robert Patrick             | Akte X – Die unheimlichen Fälle des FBI | Kevin Sorbo für Andromeda David Boreanaz für Angel – Jäger der Finsternis Ben Browder für Farscape Jason Behr für Roswell Richard Dean Anderson für Stargate – Kommando SG-1                                                                                            |
| 2002 |                | Ben Browder                | Farscape                                | David Boreanaz für Angel – Jäger der Finsternis Scott Bakula für Star Trek: Enterprise Tom Welling für Smallville Richard Dean Anderson für Stargate – Kommando SG-1 Robert Patrick für Akte X – Die unheimlichen Fälle des FBI                                         |
| 2003 |                | David Boreanaz             | Angel – Jäger der Finsternis            | Anthony Michael Hall für Dead Zone Scott Bakula für Star Trek: Enterprise Ben Browder für Farscape Tom Welling für Smallville Richard Dean Anderson für Stargate – Kommando SG-1                                                                                        |
| 2004 |                | David Boreanaz             | Angel – Jäger der Finsternis            | Michael Vartan für Alias – Die Agentin Scott Bakula für Star Trek: Enterprise Tom Welling für Smallville Richard Dean Anderson für Stargate – Kommando SG-1 Michael Shanks für Stargate – Kommando SG-1                                                                 |
| 2005 |                | Ben Browder                | Farscape: The Peacekeeper Wars          | Matthew Fox für Lost Julian McMahon für Nip/Tuck – Schönheit hat ihren Preis Tom Welling für Smallville Richard Dean Anderson für Stargate – Kommando SG-1 Noah Wyle für The Quest – Jagd nach dem Speer des Schicksals                                                 |
| 2006 |                | Matthew Fox                | Lost                                    | William Fichtner für Invasion Julian McMahon für Nip/Tuck – Schönheit hat ihren Preis Wentworth Miller für Prison Break Tom Welling für Smallville Ben Browder für Stargate – Kommando SG-1                                                                             |
| 2007 |                | Michael C. Hall            | Dexter                                  | Kiefer Sutherland für 24 Edward James Olmos für Battlestar Galactica Matt Dallas für Kyle XY Matthew Fox für Lost Noah Wyle für The Quest – Das Geheimnis der Königskammer                                                                                              |
| 2008 |                | Matthew Fox                | Lost                                    | Edward James Olmos für Battlestar Galactica Michael C. Hall für Dexter Kevin McKidd für Journeyman – Der Zeitspringer Matt Dallas für Kyle XY Lee Pace für Pushing Daisies                                                                                              |
| 2009 |                | Edward James Olmos         | Battlestar Galactica                    | Bryan Cranston für Breaking Bad Michael C. Hall für Dexter Timothy Hutton für Leverage Matthew Fox für Lost Noah Wyle für The Quest – Der Fluch des Judaskelch |
| 2010 |                | Josh Holloway              | Lost                                    | Bryan Cranston für Breaking Bad Zachary Levi für Chuck Michael C. Hall für Dexter David Tennant für Doctor Who Matthew Fox für Lost Stephen Moyer für True Blood |
| 2011 |                | Stephen Moyer              | True Blood                              | Bryan Cranston für Breaking Bad Matthew Fox für Lost Michael C. Hall für Dexter Timothy Hutton für Leverage Andrew Lincoln für The Walking Dead |
| 2012 |                | Bryan Cranston             | Breaking Bad                            | Sean Bean für Game of Thrones Michael C. Hall für Dexter Timothy Hutton für Leverage Dylan McDermott für American Horror Story Noah Wyle für Falling Skies |
| 2013 |                | Kevin Bacon Bryan Cranston | The Following Breaking Bad              | Billy Burke für Revolution Michael C. Hall für Dexter Timothy Hutton für Leverage Joshua Jackson für Fringe – Grenzfälle des FBI Andrew Lincoln für The Walking Dead |
| 2014 |                | Mads Mikkelsen             | Hannibal                                | Kevin Bacon für The Following Bryan Cranston für Breaking Bad Hugh Dancy für Hannibal Freddie Highmore für Bates Motel James Spader für The Blacklist Noah Wyle für Falling Skies                                                                                       |
| 2015 |                | Hugh Dancy Andrew Lincoln  | Hannibal The Walking Dead               | Grant Gustin für The Flash Tobias Menzies für Outlander Mads Mikkelsen für Hannibal Noah Wyle für Falling Skies |
| 2016 |                | Bruce Campbell             | Ash vs. Evil Dead                       | Charlie Cox für Marvel’s Daredevil Matt Dillon für Wayward Pines David Duchovny für Akte X – Die unheimlichen Fälle des FBI Grant Gustin für The Flash Sam Heughan für Outlander Andrew Lincoln für The Walking Dead Mads Mikkelsen für Hannibal                        |
| 2017 |                | Andrew Lincoln             | The Walking Dead                        | Bruce Campbell für Ash vs Evil Dead Mike Colter für Marvel’s Luke Cage Charlie Cox für Marvel’s Daredevil Grant Gustin für The Flash Sam Heughan für Outlander Freddie Highmore für Bates Motel                                                                         |
| 2018 |                | Kyle MacLachlan            | Twin Peaks                              | Jon Bernthal für Marvel’s The Punisher Bruce Campbell für Ash vs Evil Dead Sam Heughan für Outlander Jason Isaacs für Star Trek: Discovery Andrew Lincoln für The Walking Dead Seth MacFarlane für The Orville Ricky Whittle für American Gods                          |
| 2019 |                | Sam Heughan                | Outlander                               | Grant Gustin für The Flash Kit Harington für Game of Thrones Andrew Lincoln für The Walking Dead Seth MacFarlane für The Orville Bill Pullman für The Sinner Jeffrey Wright für Westworld                                                                               |
| 2021 |                | Patrick Stewart            | Star Trek: Picard                       | Henry Cavill für The Witcher Mike Colter für Evil Grant Gustin für The Flash Sam Heughan für Outlander Jonathan Majors für Lovecraft Country Bob Odenkirk für Better Call Saul                                                                                          |
| 2022 | Netzwerk/Kabel | Bob Odenkirk               | Better Call Saul                        | Colman Domingo für Fear the Walking Dead Chiwetel Ejiofor für The Man Who Fell to Earth Michael C. Hall für Dexter: New Blood Sam Heughan für Outlander Tyler Hoechlin für Superman & Lois Harold Perrineau, Jr. für From                                               |
|      | Streaming      | Oscar Isaac                | Moon Knight                             | Tom Hiddleston für Loki Anthony Mackie für The Falcon and the Winter Soldier Ewan McGregor für Obi-Wan Kenobi Anson Mount für Star Trek: Strange New Worlds Adam Scott für Severance Antony Starr für The Boys                                                          |
| 2024 |                | Patrick Stewart            | Star Trek: Picard                       | Tyler Hoechlin für Superman & Lois Sam Heughan für Outlander Diego Luna für Andor Anson Mount für Star Trek: Strange New Worlds Pedro Pascal für The Last of Us Harold Perrineau, Jr. für From                                                                          |
| 2025 |                | Colin Farrell              | The Penguin                             | Walton Goggins für Fallout Jon Hamm für Fargo Andrew Lincoln für The Walking Dead: The Ones Who Live Harold Perrineau, Jr. für From Norman Reedus für The Walking Dead: Daryl Dixon Kurt Russell & Wyatt Russell für Monarch: Legacy of Monsters                        |